# Cunga Féichin
Cunga Féichin (łac. Dioecesis Congensis) – stolica historycznej diecezji w Irlandii, erygowanej w VI wieku, a zlikwidowanej w roku 1111. Współcześnie miejscowość Ardmore w hrabstwie Waterford. Obecnie katolickie biskupstwo tytularne.

## Biskupi tytularni
| Lp. | Biskup        | Funkcja                              | Od                   | Do               |
| --- | ------------- | ------------------------------------ | -------------------- | ---------------- |
| 1   | Joseph Thumma | biskup koadiutor Vijayawada (Indie)  | 2 stycznia 1970      | 23 stycznia 1971 |
| 2   | David Cremin  | biskup pomocniczy Sydney (Australia) | 25 października 1973 |                  |